# Kiss and Tell (filme)
Kiss and Tell é um filme de comédia estadunidense de 1945 dirigido por Richard Wallace e estrelado por Shirley Temple. O filme, escrito por 	F. Hugh Herbert, foi baseado em uma peça de teatro de mesmo nome. Uma sequência, A Kiss for Corliss, foi lançada em 1949, também protagonizada por Temple.

## Enredo
Corliss Archer, de 15 anos, e Mildred Pringle, de 17, são melhores amigas e se metem em travessuras juntas, o que faz com que seus pais briguem para saber quem é uma má influência para quem.

## Elenco
- Shirley Temple como Corliss Archer
- Jerome Courtland como Dexter Franklin
- Walter Abel como Sr. Archer
- Katharine Alexander como Sra. Archer
- Robert Benchley como tio George Archer
- Porter Hall como Sr. Franklin
- Virginia Welles como Mildred Pringle
- Tom Tully como Sr. Pringle
- Darryl Hickman como Raymond Pringle
- Mary Philips como Sra. Pringle
- Scott McKay como Soldado Jimmy Earhart
- Scott Elliott como Lenny